# Powrót Ulissesa do ojczyzny
Powrót Ulissesa do ojczyzny (wł. Il ritorno d’Ulisse in patria), SV 325 – siódma opera włoskiego kompozytora barokowego, Claudia Monteverdiego.

## Historia
Dzieło to było jednym z trzech utworów scenicznych Monteverdiego napisanych dla teatru w Wenecji. Zawiera trzydzieści partii solowych, jednak do ich wykonania nie trzeba więcej, niż czternastu śpiewaków. Jest tak ze względu na to, że w czasach powstawania dzieła typowa opera wenecka zatrudniała właśnie czternastu solistów.

## Treść[1]

### Prolog
Ludzka kruchość, Czas, Fortuna i Amor wieszczą klęskę Ulissesa.

### Akt I
W pałacu w Itace, Penelopa opłakuje długą nieobecność Ulissesa. Jej smutek słyszy jej mamka, Ericlea. Gdy Penelopa wychodzi, jej pomocnik Melanto wchodzi z Eurimaco, służącą natrętnych zalotników Penelopy. Obaj śpiewają z pasją o miłości do siebie nawzajem. Scena zmienia się na wybrzeże Ithacanu, gdzie śpiący Ulisses zostaje sprowadzony na brzeg przez Feaków, których działanie krzyżuje plany Jowisza i Neptuna. Feakowie są karani przez bogów, którzy zmieniają ich i ich statek w kamień. Ulisses budzi się, przeklinając Feaków za to, że go porzucili. Od bogini Minerwy, która pojawia się przebrana za pasterza, Ulisses dowiaduje się, że jest w Itace, i jest powiedziane o „niezmiennej stałości cnotliwej Penelopy” w obliczu uporczywego natręctwa jej zalotników. Minerwa obiecuje wynieść Ulissesa z powrotem na tron, jeśli zastosuje się do jej rady; każe mu się ukryć i zmienia go w starca. Ulisses idzie szukać swojego lojalnego sługi Eumete, podczas gdy Minerwa wyrusza na poszukiwanie Telemacha, syna Ulissesa, który pomoże ojcu odzyskać królestwo. Po powrocie do pałacu Melanto na próżno próbuje przekonać Penelopę do wyboru jednego z zalotników. W zalesionym gaju Eumete, wygnanym z dworu przez zalotników, rozkoszuje się duszpasterskim życiem, pomimo wyszydzania do przez Iro, pasożytniczego naśladowcy. Gdy przegnano już szydercę, wchodzi Ulisses przebrany za żebraka i zapewnia Eumete, że jego pan, król, żyje i powróci. Eumete jest uradowany.

### Akt II
Minerwa i Telemach wracają do Itaki w powozie. Telemach jest z radością witany przez Eumete i ukrytego Ulissesa w leśnym gaju.Po tym, jak Eumete idzie poinformować o przybyciu Penelopy z Telemachem, na Ulissesa spada kula ognia, usuwając jego przebranie i ujawniając jego prawdziwą tożsamość synowi. Obydwaj radują się ze spotkania, po czym Ulisses wysyła Telemacha do pałacu, obiecując, że wkrótce sam tam przyjdzie. W pałacu Melanto narzeka na Eurimaco, że Penelopa nadal nie chce wybrać konkurującego o jej rękę. Wkrótce potem do Penelopy przychodzą trzej zalotnicy (Antinoo, Pisandro, Anfinomo), których miłością wzgardza królowa. Po odejściu zalotników Eumete mówi Penelopie, że Telemach przybył do Itaki, lecz tamta powątpiewa. Wiadomość Eumete podsłuchana jest przez zalotników, którzy knują, by zabić Telemacha. Są jednak przestraszeni, kiedy symboliczny orzeł leci nad głową, więc porzucają swój plan i ponawiają wysiłki, by zdobyć serce Penelopy, tym razem ze złotem. Wracając do leśnego zagajnika, Minerwa mówi Ulissesowi, że zdobyła środki, dzięki którym będzie mógł rzucić wyzwanie konkurentom o rękę swej żony i pokonać ich. Wracając do przebrania żebraka, Ulisses przybywa do pałacu, gdzie zostaje wezwany do walki przez Iro, wyzwanie, które akceptuje i wygrywa. Penelopa oznajmia teraz, że zaakceptuje kandydata, który jest w stanie naciągnąć łuk Ulissesa. Wszyscy trzej bezskutecznie próbują wykonać zadanie. Ukryty Ulisses następnie prosi, aby mógł spróbować, ale wyrzekając się nagrody – ręki Penelopy – i, ku zdumieniu wszystkich, udaje mu się. Następnie gniewnie potępia zalotników i przywołując imiona bogów, zabija wszystkich trzech strzałami z własnego łuku.

### Akt III
Melanto, której kochanek Eurimaco został zabity wraz z innymi zalotnikami, próbuje ostrzec Penelopę przed nowym niebezpieczeństwem, niezidentyfikowanym zabójcą, ale Penelopa jest niewzruszona i nadal opłakuje Ulissesa. Eumete i Telemach mówią jej, że starcem był sam Ulisse, jednak ona im nie wierzy im. Scena krótko przenosi się do niebios, gdzie Junona, po prośbie Minerwy, przekonuje Jowisza i Neptuna, że Ulisses powinien zostać przywrócony na swój tron. W pałacu Ericlea odkryła tożsamość Ulissesa, rozpoznając znamię na jego plecach, o czym mówi Penelopie. Ta jednak w dalszym ciągu nie przekonuje się co do tożsamości starca. Ulisses więc opisuje tajemnice małżeńskiej alkowy. Wtedy królowa, rozumiejąc, że – oprócz niej – tylko on je znał, rozpoznaje w nim swojego ukochanego męża.

## Postacie

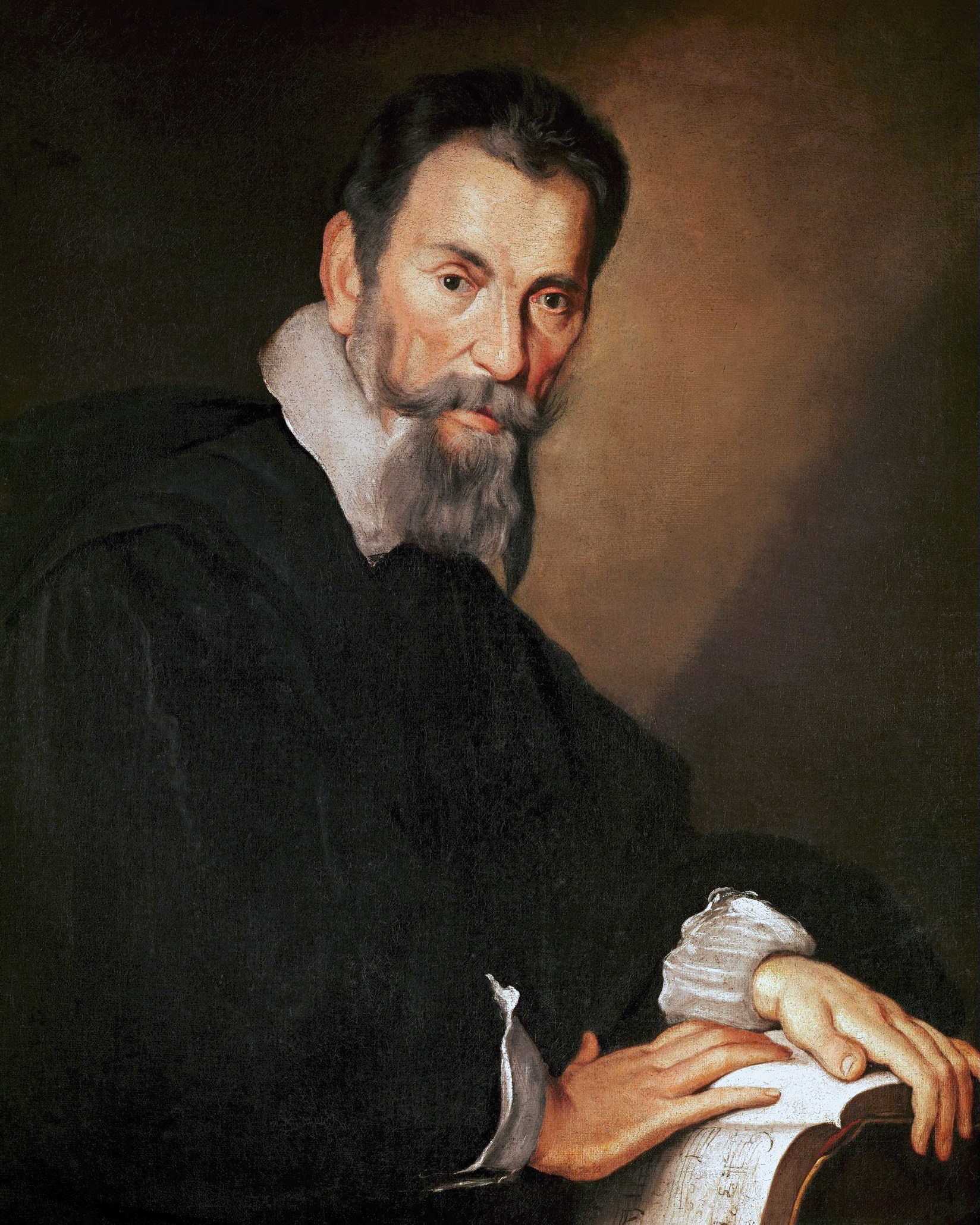
Ks. Claudio Monteverdi, autor opery

## Postacie[1]
| Nazwa/imię postaci (włoski) | Nazwa/imię postaci (polski) | Rodzaj głosu          | Występowanie                                                      | Prawdopodobny pierwszy odtwórca    |
| --------------------------- | --------------------------- | --------------------- | ----------------------------------------------------------------- | ---------------------------------- |
| L’Humana fragilita          | Ludzka kruchość             | sopran                | Prolog                                                            | Nieznany                           |
| Tempo                       | Czas                        | bas                   | Prolog                                                            | Nieznany                           |
| Fortuna                     | Fortuna                     | sopran                | Prolog                                                            | Nieznany                           |
| Amor                        | Amor                        | sopran                | Prolog                                                            | Constantino Manelli                |
| Penelopa                    | Penelopa                    | mezzosopran           | Akt I: I, IX Akt II: V, VII, XI, XII Akt III: III, IV, V, IX, X   | Giulia Paolelli                    |
| Ericlea                     | Ericlea                     | alt                   | Akt I: I Akt III: VIII, X                                         | Nieznany                           |
| Melanto                     | Melanto                     | sopran                | Akt I: II, X Akt II: IV Akt III: III                              | Nieznany                           |
| Eurimaco                    | Eurimaco                    | tenor                 | Akt I: II Akt II: IV, VIII                                        | Nieznany                           |
| Nettuno                     | Neptun                      | bas                   | Akt I: V, VI Akt III: VII                                         | Francesco Manelli                  |
| Giove                       | Jowisz                      | tenor                 | Akt I: V Akt III: VII                                             | Giovanni Battista Marinoni         |
| Coro Faeci                  | Chór Feaków                 | alty, tenory, basy    | Akt I: VI                                                         | Nieznani                           |
| Ulisse                      | Ulisses (Odyseusz)          | tenor                 | Akt I: VII, VIII, IX, XIII Akt II: II, III, IX, X, XII Akt III: X | Francesco Manelli                  |
| Minerva                     | Minerwa                     | sopran                | Akt I: VIII, IX Akt II: I, IX, XII Akt III: VI, VII               | Maddalena Manelli (żona Francesca) |
| Eumete                      | Eumete                      | bas                   | Akt I: XI, XII, XIII Akt II: II, VII, X, XII Akt III: IV, V, IX   | Nieznany                           |
| Iro                         | Iro                         | tenor                 | Akt I: XII Akt II: XII Akt III: I                                 | Nieznany                           |
| Telemaco                    | Telemach                    | tenor                 | Akt II: I, II, III, XI Akt III: V, IX, X                          | Constantino Manelli                |
| Antinoo                     | Antinoos                    | bas                   | Akt II: V, VIII, XII                                              | Nieznany                           |
| Pisandro                    | Pisander                    | tenor                 | Akt II: V, VIII, XII                                              | Nieznany                           |
| Anfinomo                    | Anfinomo                    | alt/kontratenor       | Akt II: V, VIII, XII                                              | Nieznany                           |
| Giunone                     | Junona                      | sopran                | Akt III: VI, VII                                                  | Nieznany                           |
| Coro in Cielo               | Chór na niebie              | soprany, alty, tenory | Akt III: VII                                                      | Nieznani                           |
| Coro marittimo              | Chór na morzu               | soprany, tenory, basy | Akt III: VII                                                      | Nieznani                           |

## Znaczenie
Dzieło to bywa uważane za pierwszą operę w dzisiejszym znaczeniu tego słowa. Jest uznawane za autentyczne, a zarazem daleko wybiegające w przyszłość.